# Cyclophaea cyanifrons
Cyclophaea cyanifrons – gatunek ważki z rodziny Euphaeidae; jedyny przedstawiciel rodzaju Cyclophaea. Endemit Filipin, stwierdzony na wyspach Palawan i Busuanga.